# Saudafjord
Saudafjord o Saudafjorden es un fiordo en el condado de Rogaland, Noruega . El fiordo se extiende desde la ciudad de Sauda en el municipio de Sauda en el norte hasta el pueblo de Sand en el municipio de Suldal, donde Saudafjorden y Hylsfjorden se unen para formar Sandsfjorden .
El Saudafjorden es la rama más septentrional del principal Boknafjord, que domina el condado de Rogaland. El Saudafjorden, de 17 kilómetros de longitud, es un fiordo abierto y ancho con una profundidad cercana a los 400 metros.
El fiordo fue esculpido por la acción de los glaciares en las edades de hielo y fue inundado por el mar cuando los glaciares posteriores se retiraron. El fiordo no tiene un umbral marcado, ya que el flujo de hielo glacial se unió al del Hylsfjord y desembocó en el Sandsfjord.